# Pressione di consolidazione
La pressione di consolidazione è la massima tensione a cui è stato sottoposto un terreno nella sua storia. Si possono presentare due casi:
1. la tensione attuale del terreno è uguale a quella massima sopportata in passato: in questo caso si parla di terreno normalconsolidato; un aumento della tensione provoca una deformazione plastica.
2. la tensione attuale del terreno è inferiore a quella massima sperimentata in passato: in questo caso si parla di terreno sovraconsolidato; un aumento della tensione provoca una deformazione elastica fino al raggiungimento della pressione di consolidazione, dopodiché si ha una deformazione plastica.

Per ricavare la pressione di consolidazione il metodo più diffuso è la costruzione grafica di Casagrande, che si basa sui risultati della prova edometrica.